# Karl August Nicander

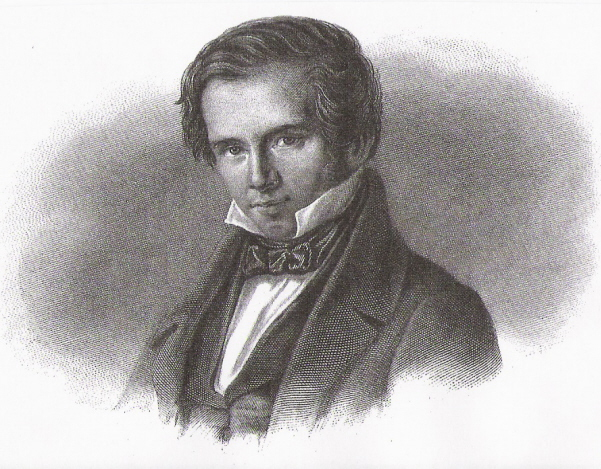
Karl August Nicander

Karl August Nicander (* 20. März 1799 in Strängnäs; † 7. Februar 1839 in Stockholm) war ein schwedischer Schriftsteller und Lyriker. Bekannt wurde er vor allem durch seine lyrischen Kurzgedichte. Er war Mitglied der Schriftstellervereinigung Gotischer Bund.

## Leben
Nicander, ein Sohn des Lehrers John Nicander, besuchte das Gymnasium von Strägnäs, an dem er ein vertrauter Freund von Erik Sjöberg wurde. 1817 zog er nach Uppsala und debütierte mit dem lyrischen Werk Kalender för Damer („Kalender für Damen“), das vom Organ der neuromantischen Schule Svensk Literaturtidning mit großem Beifall aufgenommen wurde. Diese Gedichte waren zumeist Reminiszenzen deutscher und schwedischer Poesie. Das Stück Korsets tro („Glaube des Kreuzes“) offenbarte aber sein eigenes Dichtertalent.
1820 hatte Nicander großen Erfolg mit dem Trauerspiel Runesvärdet och den förste riddaren („Das Runenschwert und der erste Ritter“), in dem der Dichter ein tragisches Schicksal in der Umbruchzeit zwischen Heidentum und Christentum schildert.
1822 wurde er Mitglied des Gotischen Bundes, arbeitete ab 1823 in einer Kanzlei als Kopist und wurde 1824 Magister der Philosophie. 1827 unternahm er mit Unterstützung von Kronprinz Oskar und der Schwedischen Akademie eine Reise in das Land seiner Träume, Italien. Diese Zeit stellte eine Kehrtwende in seinem Leben dar. Er musste unter großen ökonomischen Zwängen, aus denen er sich später nie herausarbeiten konnte, in seine Heimat zurückkehren. Sein Freund Hugo Hamilton unterstützte ihn nach seiner Rückkehr 1829, bezahlte seine Reiseschulden und nahm ihn in den Jahren 1834–1835 bei sich auf.
Für die Bühne bearbeitete Nicander Schillers Die Räuber (1834) und Die Jungfrau von Orleans (1836). Er litt unter einer schweren Herzkrankheit und kam während seiner letzten Lebensjahre bei dem Buchhändler Adolf Bonnier unter.
Nicanders Gedichte sind geprägt von eklektischer Poesie. Er schrieb in einer ungewöhnlich prachtvollen und sinnlichen Form und wurde deshalb in Kreisen populär, die zum Beispiel Atterboms tiefere Dichtkunst nie erreichen konnte. Nicanders Poesie war frühreif und offenbarte zeitig, was in ihm steckte. Aber er verpasste stärkere Entwicklungsmöglichkeiten. Bemerkenswert sind einzelne lyrische Kurzstücke wie Vågen, Aftonen oder Mitt lif, min sång, min död.
Er wurde auf dem Friedhof der St.-Maria-Magdalena-Kirche in Stockholm beigesetzt.

## Werke
- Runesvärdet (1820)
- Fosterlandskänslan (1825)
- Dikter (1825)
- Dikter (1826)
- Markus Botzaris (1826)
- Tassos död (1826)
- Nya dikter (1827)
- Minnen från Södern (1831–1839)
- Hesperider (1838)
- Samlade dikter (1839–1841)

## Preise und Auszeichnungen
- Zweiter Preis der Schwedischen Akademie (1825) für Fosterlandskänslan
- Großer Preis der Schwedischen Akademie (1826) für Tassos död
- Zweiter Preis der Schwedischen Akademie (1831) für Månskensnatten i Albano